# Vir spectabilis
Le titre vir spectabilis (« homme respectable ») est un titre honorifique porté par certains hauts dignitaires de l'Empire romain durant l'Antiquité tardive.
Le titre de vir spectabilis constitue rapidement après sa création une étape intermédiaire entre les deux autres catégories les plus élevées de la noblesse romaine, le clarissimat et l'illustrat. Il distingue les hauts fonctionnaires de deuxième rang comme les vicaires et certaines personnalités éminentes.

## Histoire
Le titre de vir spectabilis est enregistré pour la première fois dans le Code théodosien en 365. Son apparition suit d'une vingtaine d'années celle du titre de vir illustris, dont la création remonte au milieu du IVe siècle. Ce dernier titre, conféré pour la première fois par l'empereur Constance II au préfet du prétoire et au préfet de la Ville, vise à distinguer les plus hauts dignitaires de l'Empire des autres clarissimes, devenus de plus en plus nombreux depuis le IIe siècle,.
À son apparition, le spectabilat n'est pas clairement défini et ne semble pas comporter en soi de valeur précise. Certains hauts fonctionnaires, déjà distingués par le clarissimat, ajoutent ce nouveau titre à celui de vir clarissimus.
L'usage du titre de vir spectabilis semble fixé à partir de l'an 400 et apparaît dans la Notitia dignitatum. Cette distinction, qui n'est pas héréditaire, s'acquiert après l'exercice de certaines fonctions administratives comme le vicariat de diocèse. Les ducs de Belgique seconde et de Germanie première en sont également distingués.
Le spectabilat, comme le clarissimat et l'illustrat, donne à ses débuts accès au Sénat. À partir du Ve siècle, les spectabiles se voient fermer cette possibilité, désormais réservée aux seuls illustres.

### Évolutions ultérieures
Le titre se maintient dans les royaumes barbares à la fin du Ve siècle. Anianus, le référendaire du roi wisigoth Alaric II, est ainsi désigné comme portant le titre de spectabilis, tout comme Léo de Narbonne, conseiller du roi Euric. Comme sous l'Empire romain, les spectabiles désignent des agents du pouvoir intermédiaire exerçant une fonction importante, sans toutefois occuper les rangs les plus élevés de la hiérarchie nobiliaire.
Au début de l'Empire byzantin, le spectabilat est la troisième classe de la noblesse derrière les illustres et les nobilissimes.